# Нижнее строение пути
Ни́жнее строе́ние пути́ — элемент железнодорожного пути, на котором размещается верхнее строение пути.

## Общая информация
К нижнему строению относятся земляное полотно (насыпи, выемки, полунасыпи, полувыемки, полунасыпи-полувыемки)  и некоторые искусственные сооружения.
Мостами называют искусственные сооружения, предназначенные для пропуска железнодорожных путей через реки или другие водотоки.
Трубы (каменные, бетонные, железобетонные и металлические, диаметром от 1 до 6 метров) укладывают в тело насыпи в том случае, когда надо под ней пропустить сравнительно небольшое количество воды, а также для прокладки шоссейных дорог, скотопрогонов и т. п.
Путепроводы устраивают для пересечения на разных уровнях железных дорог между собой или с автомобильными дорогами и городскими видами транспорта.
Виадуки это сооружения, устанавливаемые вместо высоких насыпей при пересечении железнодорожным путём горных ущелий, глубоких долин и оврагов.
Эстакадой называется сооружение, которое по экономическим или другим причинам (недостаточно места для насыпи или необходимо разместить городские транспортные пути на различных уровнях) применяется вместо высокой насыпи при прохождении железной дороги через город или при подходе к большому мосту.
Тоннели (горные и подводные) строят для пропуска под землёй (водой) железных или автомобильных дорог, метрополитена и пр.
Также к искусственным сооружениям железных дорог относят:
- подпорные стены для поддержания крутых откосов земляного полотна,
- галереи, защищающие путь в горах от обвалов и снежных лавин,
- сооружения регулирующие протекание воды под мостами и предохраняющие мосты от подмыва.

На мостах и виадуках нижнее строение обычно называют «мостовым полотном»; в тоннелях — «бетонным основанием».

## Типовые нормальные поперечные профили насыпи и выемки
Боковые наклонные насыпи называются откосами. Крутизну откосов (отношение высоты откоса насыпи к его основанию) делают такой, чтобы насыпь была устойчивой и не расползалась. Насыпи высотой до 10 метров обычно имеют крутизну откосов 1:1,5. При большей высоте насыпи, откосы верхней части насыпи (в пределах 6-10 метров) имеют крутизну 1:1,5 а в нижней части 1:1,75 что обеспечивает их большую устойчивость.
Линии пересечения плоскости откоса насыпи с поверхностью её основной площадки называется бровкой, а площадка между бровкой земляного полотна и нижней гранью откоса балластного слоя — обочиной.
На обочину монтёры пути складывают материалы и инструмент, сходят сами, пропуская поезда.
Грунт для насыпей, если он пригоден для отсыпки насыпей, берут из соседних выемок или так называемых резервов. Резервы одновременно служат для сбора и отвода от насыпей поверхностных вод, для чего им придают поперечный и продольный уклоны. Если резервов нет, то для защиты насыпи от притока воды по уклону местности с нагорной стороны устраивают водоотводную канаву.
Площадка (шириной не менее 2 метров) между подошвой откоса насыпи и резервом называется бермой. Если в будущем собираются строить второй путь, то со стороны его присыпки берму увеличивают на расстояние между осями путей 4,1 метра.
Для стока воды бермы спланированы в сторону резервов.
Для сбора и отвода вод, стекающих с основной площадки и откосов выемки, устраивают особые канавы, называемые кюветами. Обычно продольный уклон кюветов совпадает с уклоном самой выемки.
Грунт, вынутый из выемки и не использованный для насыпи, укладывают в виде валов, кавальеров.
Полосу земли между полевой бровкой выемки и кавальером называют обрезом. Обрезы делают шириной 10 и более метров, чтобы вес кавальера не влиял на устойчивость откоса выемки.
С верхней стороны выемки на обрезе отсыпают банкетный вал с уклоном в полевую сторону для того, чтобы вода с обреза не стекала в выемку. Для сбора и отвода воды с площадки обреза служат забанкетные канавы. С нагорной стороны за кавальером делается нагорная водоотводная канава.